# Ернанес
Андерсон Ернанес де Карваљо Вијана Лима (рођен 29. маја 1985), познатији као Ернанес, бивши је бразилски фудбалер који је играо као централни или нападачки везни играч.
Ернанес је каријеру започео у Сао Паулу, где је освојио Серију А 2007. и 2008. У августу 2010., придружио се римском Лацију, којем је помогао да освоји Копа Италија 2013. Прешао је у Интер у јануару 2014. за € 20 милиона, а затим је прешао у Јувентус 2015. године, где је у првој сезони са клубом освојио домаћу дуплу круну. Прешао је у Хебеј Чајна форчун 2017. године, пре него што се вратио у Сао Пауло.
Ернанес је за репрезентацију Бразила одиграо 27 мечева од 2008. године постигавши два гола. Освојио је бронзану медаљу на Олимпијским играма те године, а био је и део сениорских селекција које су освојиле ФИФА Куп конфедерација 2013. и четврто место на светском првенству у фудбалу 2014. године. У Италији је прозван "Ил Профета" ("Посланик").